# 北方庭荠
北方庭荠（学名：Alyssum lenense）为十字花科庭荠属下的一个变种。

## 扩展阅读
維基物種上的相關：北方庭荠